# Elachertus cardiospermi
Elachertus cardiospermi är en stekelart som beskrevs av Carlos Schrottky 1911. Elachertus cardiospermi ingår i släktet Elachertus och familjen finglanssteklar.
Artens utbredningsområde är Paraguay. Inga underarter finns listade i Catalogue of Life.